# Ferrovia Berlim-Bagdá
A Ferrovia de Bagdá (em turco: Bağdat Demiryolu; em alemão: Bagdadbahn), construída entre 1903-1940, foi planejada para ligar Berlim com a cidade de Bagdá do (então) Império Otomano com 1 600 quilômetros (994 milhas), através de linha moderna passando por Turquia, Síria e Iraque. 
Seu financiamento e engenharia foi principalmente prestada por bancos e empresas do Império Alemão, que na década de 1890 havia construído a Ferrovia de Anatólia (Anatolische Eisenbahn) ligando Istambul, Ancara e Cônia. A conclusão da estrada de ferro de Bagdá teria ligado Berlim e em Bagdá, de onde os alemães tentaram estabelecer um porto no Golfo Pérsico.  O Império Otomano desejava manter o controle da Arábia, e expandir a sua influência através do Mar Vermelho no Egito, que era controlado pela Grã-Bretanha. Os alemães ganhariam acesso e posse de campos de petróleo no Iraque, e uma linha para o porto de Baçorá teria ganho um melhor acesso à parte oriental do império colonial alemão, ignorando o Canal de Suez.

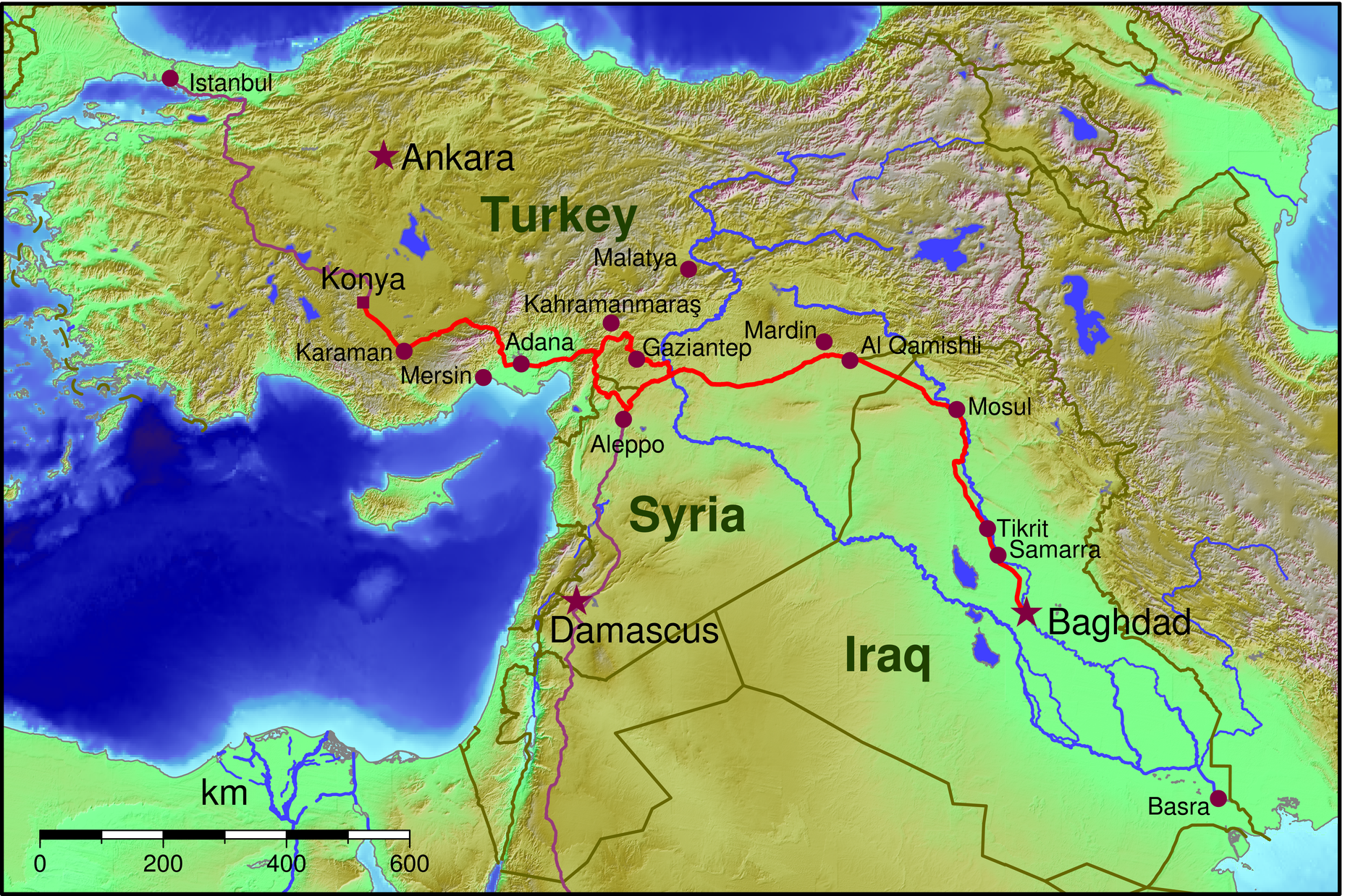
Rota da ferrovia.

A ferrovia tornou-se uma fonte de conflitos internacionais durante os anos imediatamente anteriores à Primeira Guerra Mundial. Embora tenha sido alegado que foram resolvidos em 1914, antes do início da guerra, também tem sido alegado que a ferrovia foi uma das principais causas da Primeira Guerra Mundial . Dificuldades técnicas para o controle dos remotos Montes Tauro e os atrasos diplomáticos significaram que em 1915, o transporte ferroviário ainda estava a 480 quilômetros (298 milhas) de curto termo, limitando severamente o seu uso durante a guerra, em que Bagdá foi ocupada pelos britânicos, enquanto se completava a Ferrovia de Hejaz, no sul do atual Iraque, que foi atacada pela guerrilha liderada por T. E. Lawrence. A construção recomeçou em 1930 e foi concluída em 1940.

## Rota
A ferrovia passou pelas seguintes cidades e lugares, na ordem dada, de norte a sul:
- Cônia
- região de Anatólia
- Caramânia
- Ereğli
- Montes Tauro, através do Passo de Gülek
- planície de Cukurova
- Adana
- Yenice
- Montes Nur
- Alepo
- Nusaybin
- Mosul
- Bagdá
- Baçorá

A linha de Mersin, Adana-Yenice existia antes da construção da ferrovia Bagdad e foi utilizada para a tarde na linha Yenice-Adana.